# Дејвид Коперфилд (илузиониста)
Дејвид Коперфилд (енгл. David Copperfield, право име Дејвид Сет Коткин 16. септембра 1956. у Метучену, Њу Џерзи, САД) је амерички мађионичар и илузионист, награђиван Емијем, познат по специфичним сценским наступима у којима трикове изводи комбинујући их са наративним елементима. Међу његове најславније тачке се убрајају „Нестајање Кипа слободе“, „летење“, „левитирање“ над Великим кањоном, као и „пролазак кроз“ Кинески зид. Форбс га описује као комерцијално најуспешнијег мађионичара свих времена.
Коперфилдови телевизијски специјали су освојили 21 награду Еми од укупно 38 номинација. Најпознатији је по својој комбинацији приповедања и илузије. Коперфилдова каријера од преко 40 година произвела је 11 Гинисових светских рекорда, звезду на Холивудском шеталишту славних, витештво француске владе, и уврштавање међу живе легенде америчке Конгресне библиотеке.
Коперфилд је до сада продао 33 милиона карата и зарадио преко 4 милијарде долара, више него било који други соло забављач у историји. У 2015. години, Форбс је навео зараду од 63 милиона долара за претходних 12 месеци и рангирао га као 20. славну личност на свету по највишој заради.
Када не наступа, он управља својим ланцем од једанаест острвских насеља на Бахамима, које он назива „Маша Кеј и острва Коперфилд залива”.

## Биографија
Коперфилд, који је рођен у Митачену (Њу Џерзи) 16. септембра 1956. године, триковима се почео бавити у дванаестој години и тада је као је најмлађа личност примљена у Друштво америчких мађионичара. У својој шеснаестој години уписао је универзитет за мађионичаре у Њујорку. У својој осамнаестој години је као уметничко име узео „Дејвид Коперфилд“ према Дејвиду Коперфилду карактера из истоимене књиге Чарлса Дикенса.
Коперфилд је 1980. године наступио у хорор филму Воз терора у улози мађионичара Кена. камео-улогу има и у Prêt-à-Porter, филму из 1994. године. Осим ова два филма, Коперфилд се на екрану појавио у специјалним телевизијским емисијама и као гост у редовним забавним емисијама.
Године 1982. Коперфилд је основао Пројекат Магија, рехабилитациони програм за пацијенте са изгубљеним или оштећеним вештинама управљања удовима, а којима трикови и жонглирање служи за терапију. Данас је овај програм одобрен од „Америчке терапијске организације“ те је активно користи преко 1.100 болница у 30 земаља света.
Коперфилд је познат и по томе што је био верен за супер-модела Клаудију Шифер. После везе која је трајала шест година пар се разишао 1999. године.
Часопис Forbes је објавио како је Коперфилд 2003. године зарадио 57 милиона $, поставши тако десета најбоље плаћена забавна звезда на свету. Процењује се како је и 2004. године зарадио исту своту - 57 милиона $ (35. место), а што се поновило и 2005. године (41во). Коперфилд годишње има преко 500 наступа у свету.

## Каријера и пословна интересовања
Са 18 година, Коперфилд се уписао на језуитски Фордхам универзитет у Њујорку, али је три недеље након почетка прве године отишао да игра главну улогу у мјузиклу Магични човек у Чикагу. Тада је усвојио уметничко име Дејвид Коперфилд, преузето из чувеног романа Чарлса Дикенса, јер му се допало како звучи. Певао је, плесао и стварао већину оригиналних илузија коришћених у емисији. Магични човек је постао најдуговечнији мјузикл у историји Чикага.
Са 19 година креирао је и неколико месеци водио прву емисију „Магија Дејвида Коперфилда“ у хотелу Пагода у Хонолулуу, на Хавајима, уз помоћ дизајнера звука и осветљења Вилија Мартина.
Коперфилдова каријера на телевизији је почела да буде озбиљна када га је открио Џозеф Кејтс, продуцент бродвејских емисија и телевизијских специјала. Кејтс је 1977. године продуковао магични специјал за ABC под називом The Magic of ABC, чији је домаћин био Коперфилд, као и неколико специјала Магије Дејвида Коперфилда на CBS-у између 1978. и 2001. године. Било је 18 Коперфилдових ТВ специјала и 2 документарна филма између 7. септембра 1977. и 3. априла 2001.
Коперфилд је такође играо лик мађионичара у хорор филму Воз ужаса из 1980. године, а појавио се и у филму Висока мода из 1994. године. Већина његових појављивања у медијима одвијала се кроз телевизијске специјале и гостујуће спотове у телевизијским програмима. Његове илузије укључују нестанак Лирџета (1981), нестанак и поновно појављивање Кипа слободе (1983), левитацију изнад Великог кањона (1984), шетњу кроз Кинески зид (1986), бекство из затвора Алкатраз (1987), нестанак вагона ресторана Оријент експреса (1991) и вишеминутни лет на сцени (1992).
Једна од његових најзапаженијих илузија догодила се на телевизији 8. априла 1983. године: публика од 20 туриста је уживо седела испред џиновске завесе причвршћене за две бочне скеле изграђене на Острву Слободе у простору са затвореним видокругом. Коперфилд је, уз помоћ Џима Штајнмајера и Дона Вејна, подигао завесу пре него што је поново спуштена неколико секунди касније да би открио да је простор где је некада стајао Кип слободе празан. Хеликоптер је лебдео изнад њих да би пружио поглед на илузију из ваздуха и изгледало је да је статуа нестала, а само је круг светла који је окружује и даље присутан и видљив. Пре него што је учинио да се статуа поново појави, Коперфилд је пред камером објаснио зашто је желео да изведе ову илузију. Желео је да људи замисле како би било да данас у свету нема слободе и какав би свет био без слобода и права које уживамо. Коперфилд је потом вратио статуу, окончавши илузију рекавши да „наши преци нису могли (уживају права и слободе), ми можемо, а наша ће деца“. Нестанак и поновно појављивање статуе снимљени су дугим снимком како би се демонстрирао одсуство трикова са камером. Ова илузија је приказана у четвртој сезони серије Американци, у епизоди под насловом „Чаролија Дејвида Коперфилда В: Кип слободе нестаје“, и у документарном филму HBO-а Liberty: Mother of Exiles из 2019. године.
Године 1986, Коперфилд је дебитовао са новом варијацијом класичне илузије преполовљавања жене тестерим. Коперфилдова илузија Пила смрти је представљена као бекство које је пошло наопако, преполовивши себе, а не помоћника, са великим мачем ротационе тестере који се спуштао одозго. Коперфилдова Пила смрти постала је једна од његових најпознатијих илузија.